# Mežica
Mežica (německy Mießdorf) je město a správní středisko stejnojmenné občiny ve Slovinsku v Korutanském regionu. Nachází se u řeky Meži, asi 22 km severozápadně od Slovenj Gradce a asi 85 km severovýchodně od Lublaně. V roce 2019 zde trvale žilo 3 158 obyvatel.
Městem prochází silnice 425. Sousedními městy jsou Prevalje, Šoštanj a Velenje.
Narodil se zde politik Herman Rigelnik.
V minulosti se zde těžilo olovo. Bývalý důl je dnes muzeum, které nabízí prohlídky a různé podzemní atrakce (např. jízdu na kole štolou dlouhou přes 2,5 km nebo podzemní kajak). Přímo v Mežici stále funguje továrna, kde se olovo zpracovává (vyrábějí se zde např. olověné autobaterie).